# Кровь за кровь (фильм, 1991)
«Кровь за кровь» — советский художественный фильм 1991 года, детективный боевик режиссёра Юрия Колчеева.

## Сюжет
Январь 1991 года. Трудное время перед распадом СССР. Сюжет фильма основан на реальном уголовном деле, когда несколько лет назад шайка преступников убивала видных военачальников с целью кражи их боевых наград.
Совершено убийство отставного генерала, а его квартира ограблена. Майор милиции Таганцев выходит на наводчиков бандитов. Но вору-рецидивисту по кличке Валёк удаётся переиграть сыщика. Группе Таганцева придётся основательно потрудиться, чтобы поймать рецидивиста в Ялте…
Фоном к фильму являются события зимы 1991 года: ввод войск в мятежные Литву и Латвию, очереди за продуктами, митинги и демонстрации на улицах Москвы, павловская реформа, военная операция в Персидском заливе.

## В ролях
- Александр Фатюшин — майор милиции Андрей Сергеевич Таганцев
- Ирина Алфёрова — Елена Григорьевна Ванина
- Борис Галкин — Валёк, «Соболь», он же Валентин Степанович Сомов, рецидивист
- Михаил Глузский — Алексей Захарович Гриднев, отставной генерал-лейтенант, фронтовик
- Любовь Соколова — Пелагея Николаевна Гриднева, его жена
- Николай Кочегаров — капитан милиции Игорь Васильевич Певцов
- Борис Новиков — Руфат Талгатович Сафин, маклер
- Вера Альховская — мать Таганцева
- Елена Катышева — Зина (Зинаида Фёдоровна) Космыгина
- Артем Каминский — Гена Жуков
- Александр Домогаров — Бубусь
- Андрей Гриневич — Алексей Долгушин
- Игорь Миркурбанов — Нарик Миносян
- Александр Мовчан — полковник милиции Павел Харитонович Железняков, начальник Таганцева
- Вадим Померанцев — следователь Алексей Кулагин
- Кирилл Столяров — Борис Владимирович Афанасьев, журналист
- Сергей Силкин — доктор
- Валерий Хлевинский — Вениамин Степанович
- Александр Иншаков — эпизод
- Галина Коньшина — эпизод
- Валентин Брылеев — владелец «Запорожца»

## Критика
Фильм «Кровь за кровь» — попытка воскресить жанр застойного милицейского фильма применительно к временам демократии и перестройки и тем самым совершить невозможное: внушить чувство защищенности со стороны государства несчастному советскому человеку, потрясенному созерцанием картины вконец рухнувшей государственности.— Наталья Сиривля, редактор отдела отечественного кино журнала «Искусство кино», журнал «Искусство кино», № 3, 1992